# Amoreos
Amoreos o Amoreo (Amoraeus, en antiguo griego: Ἀμοραῖος) fue un rey de los derbicios (derbices), en la guerra contra los que murió el rey aqueménida del Imperio persa Ciro II el Grande según el historiador griego Ctesias; aunque la versión más aceptada por los historiadores modernos es que Ciro II murió en una guerra contra los masagetas, como dicen los autores antiguos Marco Juniano Justino y Heródoto.
- Datos: Q8197665